# Боруссия (футбольный клуб, Дортмунд)
«Бору́ссия» (нем. Ballspielverein Borussia 09 e. V. Dortmund, немецкое произношение: [boˈʁʊsi̯aː ˈdɔɐ̯tmʊnt] (слушать)о файле) — профессиональный немецкий футбольный клуб из города Дортмунд, земля Северный Рейн-Вестфалия. Основан в 1909 году. Выступает в Бундеслиге, высшем дивизионе в системе футбольных лиг Германии.
Будучи многократным чемпионом Германии, обладателем Кубка кубков и победителем Лиги чемпионов, «Боруссия» — один из наиболее титулованных футбольных клубов Германии.

## История

### Ранние годы
Клуб был основан 19 декабря 1909 группой недовольных семинаристов в баре Zum Wildschütz (с нем. — «У стрелка дичи»). Причиной их недовольства было то, что их наставник, пастор Девальд (Dewald), ненавидел футбол и не хотел включать его в программу спортивного кружка.
По другой версии, сам пастор Девальд футбол запрету не предавал, более того, поощрял игру и даже купил молодым прихожанам мяч на церковные деньги. Но Девальду не нравилось, что его подшефные после футбольных матчей дружной компанией направлялись в пивную. Пастор пожалел, что приобщил молодых людей к футболу, и стал убеждать их вернуться в лоно церкви. Часть юношей отреклась от футбола, но 18 парней во главе с Францем Якоби совета не приняли.

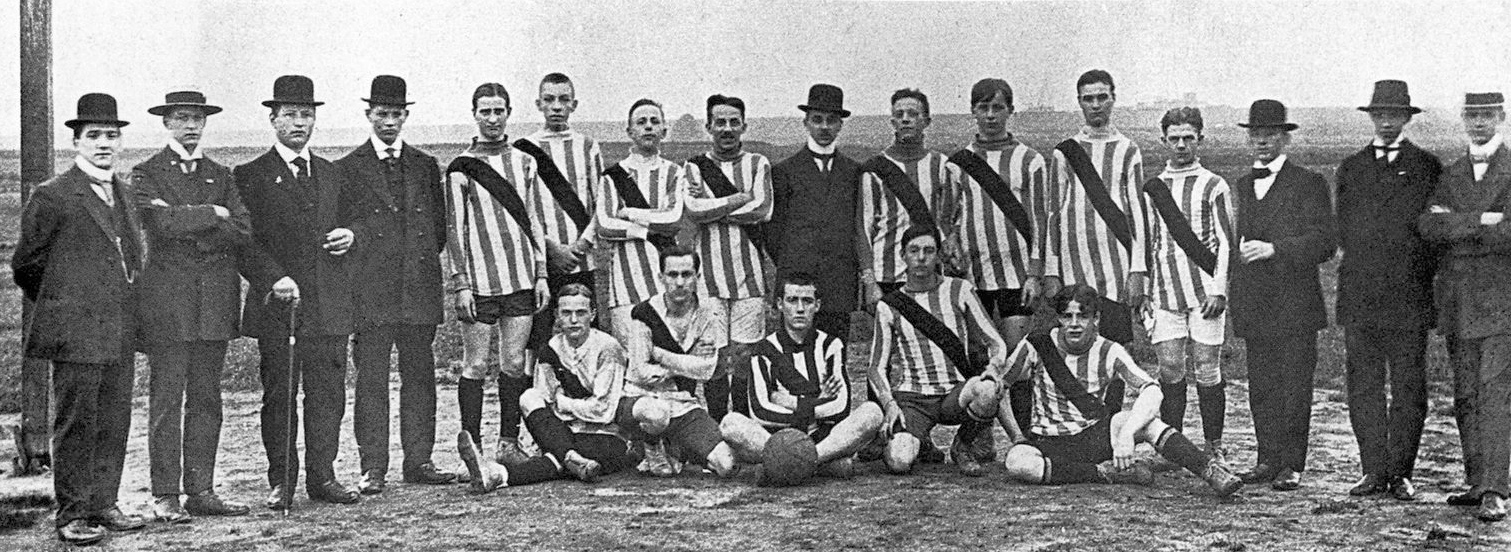
«Боруссия» в 1913 году

Название команды — «Боруссия» происходит от латинского названия Пруссии и соседней пивоварни.
Поначалу команда играла в бело-голубых полосатых футболках с красной полосой и чёрных трусах. Современные чёрно-жёлтые цвета появились в 1913 году.
Первые годы существования команда провела в окружных лигах. Во время Первой мировой войны большинство игроков «Боруссии» забрали в солдаты. Вернулись немногие, и в 20-е годы команду пришлось создавать едва ли не с нуля. С соседями по Вестфалии «Боруссия» играла с переменным успехом, вот только с «Шальке 04» отношения не складывались. Клуб из Гельзенкирхена постоянно обыгрывал дортмундцев. Тем не менее, подъёму «Боруссии» в главную лигу Вестфалии в 1936 году способствовал один из величайших игроков «Шальке 04» — Эрнст Куцорра, начавший свою тренерскую деятельность во вражеском лагере.

### Послевоенные годы
После войны клуб, как и многие другие организации, так или иначе связанные с нацистской Германией, был распущен. Также были проведены попытки объединить клуб с двумя другими: Werksportgemeinschaft Hoesch и Freier Sportverein 98, как Sportgemeinschaft Borussia von 1898, но в итоге было выбрано имя Ballspiel-Verein Borussia (BVB).
Первый серьёзный успех пришёл к клубу в 1947 году, когда «Боруссия» выиграла чемпионат Вестфалии, впервые в собственной истории обыграв «Шальке 04». Произошло это 18 мая 1947 года. Матч завершился со счётом 3:2. Три голевые передачи в этом матче сделал капитан и лидер «Боруссии» Август Ленц, игравший ещё в довоенной команде. В том же году «Боруссия» вышла в финал Британской зоны оккупации, но проиграла там «Гамбургу» со счётом 0:1. А в сезоне 1947/48 «Боруссия» стала победителем только что созданной Западной Оберлиги. Впервые чемпионом дортмундский клуб смог стать в 1949 году; в финале национальной лиги «Боруссия» проиграла в дополнительное время футбольному клубу VfR Mannheim со счётом 3:2.
В 1956 и 1957 годах «Боруссия» впервые стала чемпионом Германии. В 1956 году в финале со счётом 4:2 был обыгран «Карлсруэ», а в 1957 «Гамбург» со счётом 4:1. Обе эти игры были выиграны одним составом. После этого «Боруссия» впервые приняла участие в Кубке обладателей кубков. Также, в 1957 году, «Боруссия» была названа лучшим клубом года. Последний чемпионат Германии, который проходил в «старом стиле» в 1963 году также выиграл клуб из Дортмунда.
На европейской арене «Боруссия» добиться больших успехов не смогла: сначала в Кубке чемпионов «Боруссия» на стадии 1/8 финала проиграла «Манчестер Юнайтед», а в следующем году «Милану» в 1/4 финала.
Заметный след в послевоенной истории «Боруссии» оставили четыре Альфреда: Нипикло, Прейслер, Кельбасса и Шмидт. Все четверо забивали огромное количество мячей и были в числе лучших бомбардиров послевоенного немецкого футбола. Например, в сезоне 1955/56 Непекло, Прайслер, Кельбасса забили 63 из 78 мячей своей команды. Шмидт пришёл в «Боруссию» некоторое время спустя. Именно с их именами, а также с именем менеджера Хайнца Долле и главного тренера той команды Гельмута Шнайдера, связаны основные успехи «Боруссии» тех лет.

### Образование бундеслиги. Победа в Кубке обладателей кубков
В 1962 году Немецкая Футбольная Ассоциация решила создать профессиональную немецкую футбольную лигу — Бундеслигу. Первый турнир прошёл в 1963 году, и «Боруссия» отметилась тем, что её игрок, Тимо Конетцка, забил первый в истории новой лиги гол. В первом же сезоне клуб занял четвёртое место, но на европейской арене добиться успеха опять не удалось — в Кубке ярмарок, на второй стадии, со счётом 1:6 в первом матче и 0:4 во втором, «Боруссия» была разгромлена «Манчестер Юнайтед», в котором в то время выступали Бобби Чарльтон и Джордж Бест. Первый после образования Бундеслиги трофей «Боруссия» завоевала в 1965 году. В финале Кубка Германии со счётом 2:0 был обыгран клуб «Алемания» Ахен. А в 1966 году пришёл и первый европейский триумф — «Боруссия» стала первым немецким клубом, победившим в Кубке обладателей кубков. «Боруссия» поочерёдно выбила из турнира мальтийскую «Флориану», болгарский ЦСКА, испанский «Атлетико» и английский «Вест Хэм Юнайтед». В финале, который проходил в Глазго, со счётом 2:1 был обыгран «Ливерпуль». В чемпионате в том году «Боруссия» заняла второе место, уступив чемпионство клубу «1860 Мюнхен». Тогда же была одержана самая крупная победа над «Шальке 04»: 7:0.

### 1970-е и 1980-е годы
1970-е годы в истории клуба ознаменованы тяжёлым финансовым положением. В 1972 «Боруссия» вылетела в региональную лигу. После создания в 1974 году Второй Бундеслиги дортмундский клуб был включён в неё. Возвращение в элиту немецкого футбола состоялось лишь в 1976 году.
Финансовые проблемы продолжали преследовать клуб и в 1980-х. Данное обстоятельство не позволяло дортмундцам играть значимую роль в Бундеслиге. В 1986 году «Боруссия» была также под угрозой вылета, но лишь победа в последнем матче позволила сохранить прописку в бундеслиге. Первый трофей после долгого перерыва был выигран лишь в 1989 году. В финале Кубка Германии со счётом 4:1 был обыгран «Вердер».

### 1990-е годы
Настоящий расцвет «Боруссии» начался в 1991 году с приходом на пост главного тренера Оттмара Хитцфельда. В первом же сезоне дортмундцы заняли второе место, уступив «Штутгарту» лишь по разнице забитых и пропущенных мячей, а в сезоне 1992/93 «Боруссия» дошла до финала Кубка УЕФА, в котором проиграла «Ювентусу» с общим счётом 1:6. Призовые деньги, полученные за успешное выступление в кубке, были потрачены на приобретение игроков, которые и принесли клубу последующие трофеи.
В 1995 и 1996 годах «Боруссия» стала сильнейшем клубом Германии, а в 1997 и всей Европы. В 1/4 Лиги чемпионов был пройден «Осер», в 1/2 — «Манчестер Юнайтед» и наконец в финале в Мюнхене был обыгран «Ювентус» со счётом 3:1. По итогам сезона Маттиас Заммер был назван лучшим игроком Европы. Сразу после финала, сославшись на усталость, ушёл Оттмар Хицфельд. В этом же году в Токио был завоёван Межконтинентальный кубок. «Боруссия» обыграла бразильский «Крузейро».
Очередной чемпионский титул был завоёван в 2002 году под руководством Маттиаса Заммера. Также в этом сезоне дортмундцы дошли до финала Кубка УЕФА 2001/02, где уступили в Роттердаме голландскому «Фейеноорду» со счётом 2:3. Но затем начались тяжёлые времена, клуб был в кризисном положении как в финансовом плане, так и в игровом. Команда вплоть до 2009 года была середняком бундеслиги. Единственным достижением клуба в этот период был выход в финал Кубка Германии в 2008 году, где команда уступила «Баварии» со счётом 2:1.

### Современный период

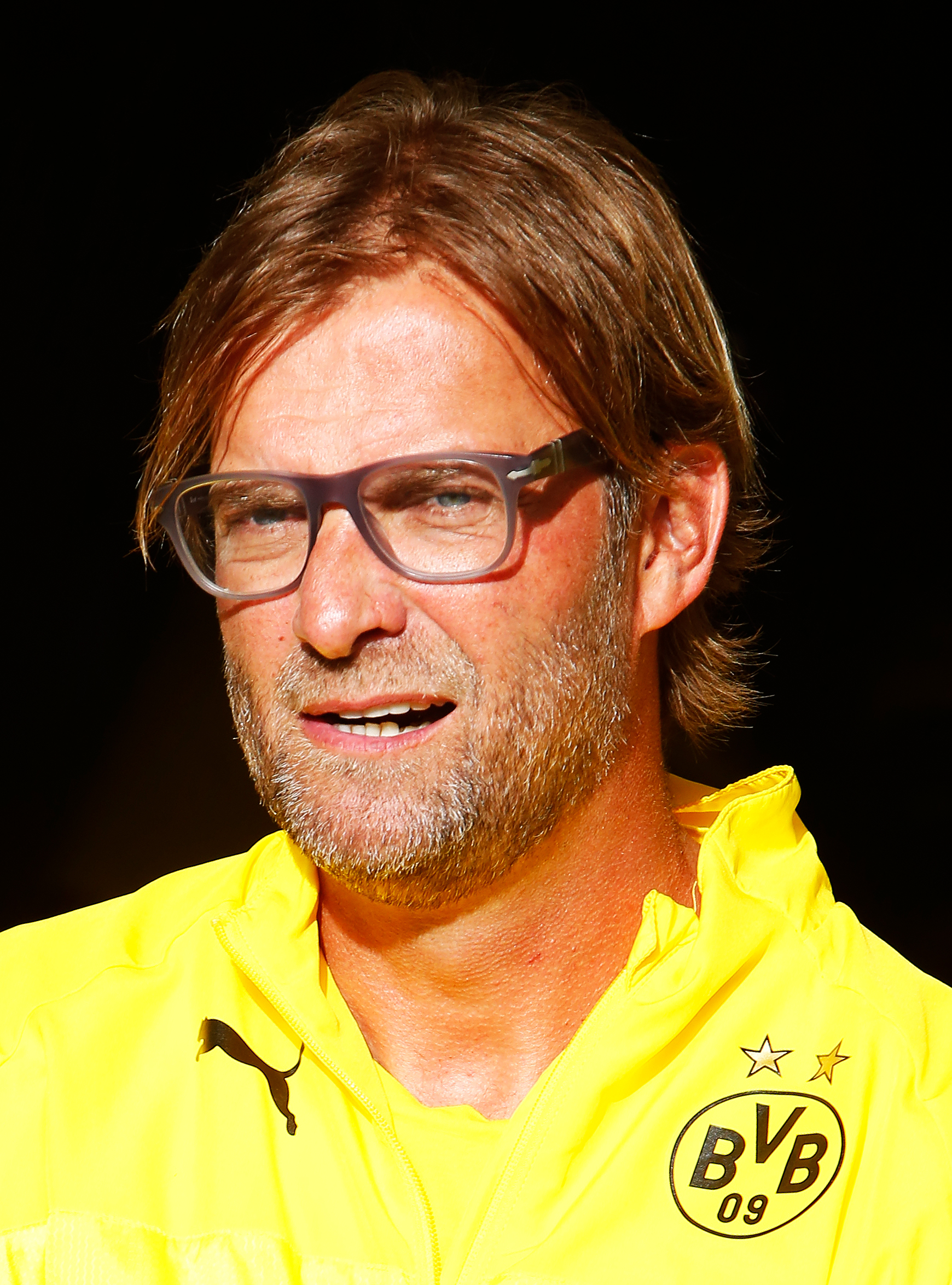
Юрген Клопп тренировал «Боруссию» с 2008 по 2015 год

30 апреля 2011 года, одержав победу в домашнем матче над «Нюрнбергом» со счётом 2:0, за 2 тура до финиша «Боруссия» стала чемпионом Германии 2010/11. Впервые — под руководством Юргена Клоппа.
Следующий сезон 2011/12 для команды был ещё более успешным: 21 апреля 2012 года команда под руководством Юргена Клоппа на своём поле со счётом 2:0 обыграла «Боруссию» Мёнхенгладбах и за два тура до окончания чемпионата стала чемпионом Германии второй раз подряд и в восьмой раз в истории клуба. В итоге команда набрала 81 очко и проиграла в сезоне всего три раза. В этом же сезоне «Боруссия», нанеся пятое подряд поражение «Баварии», стала обладателем Кубка Германии. Финал закончился со счётом 5:2. Три мяча забил Роберт Левандовский. Смазало сезон выступление «Боруссии» в Лиге чемпионов, где в групповом турнире команда в 6 матчах набрала всего четыре очка и заняла последнее место.

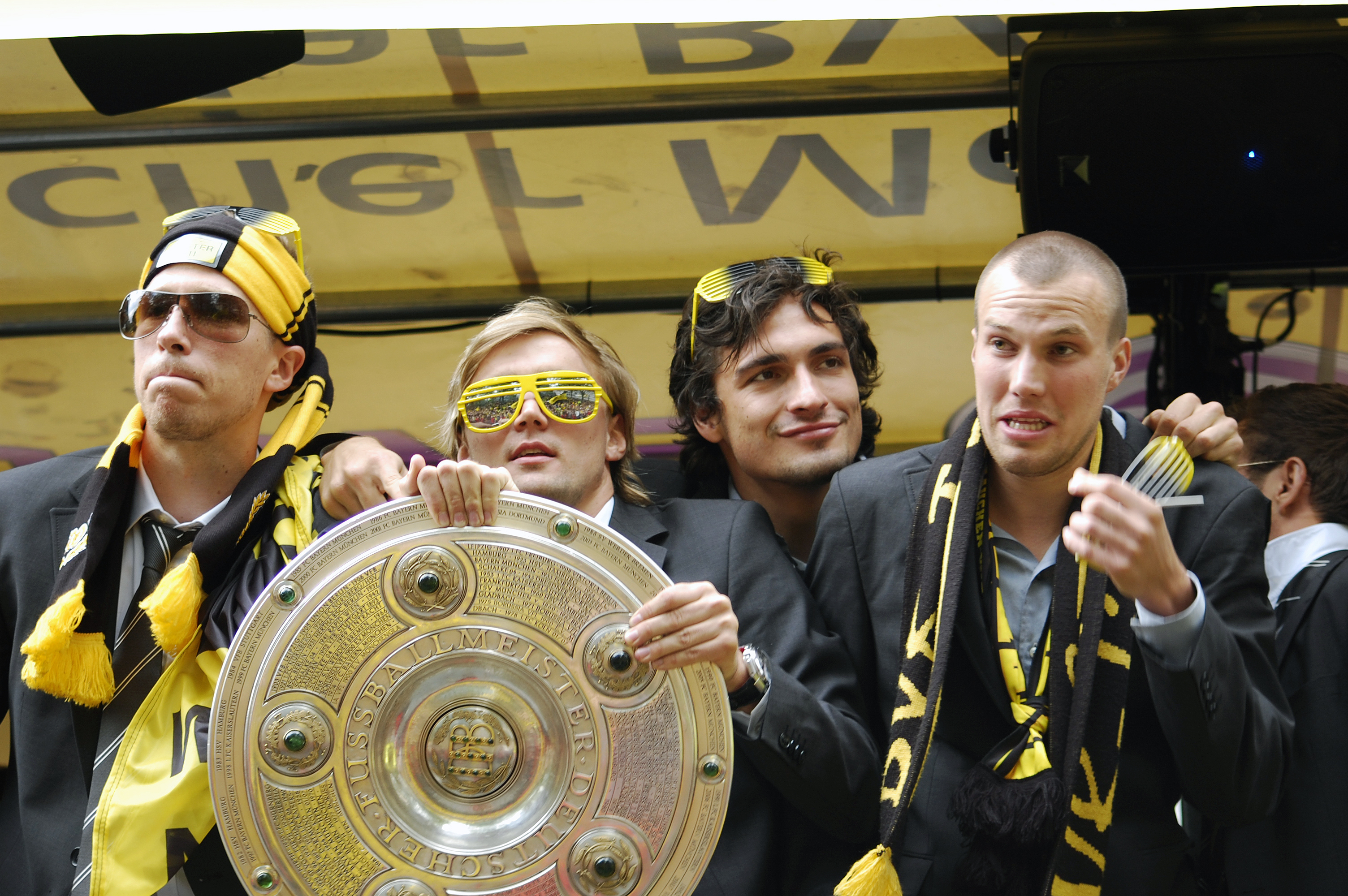
Игроки «Боруссии» празднуют победу в Бундеслиге в 2011 году

Перед началом сезона 2012/13 «Боруссия» проиграла «Баварии» Суперкубок Германии. Новая встреча клубов в четвертьфинале Кубка Германии также закончилась победой «Баварии». С титулом действующего чемпиона пришлось расстаться ещё за шесть туров до окончания чемпионата, когда мюнхенский клуб опережал «Боруссию» на рекордные 20 очков.
Несколько иначе складывались дела дортмундцев в Лиге чемпионов: на этот раз «Боруссия» заняла 1-е место в группе, обойдя мадридский «Реал», что обеспечило ей не самого сильного соперника в 1/8. В четвертьфинале, после нулевой ничьей на выезде, в драматичном ответном матче с испанской «Малагой», «Боруссия» вышла в полуфинал, забив 2 мяча уже в добавленное время. В полуфинале жребий вновь свёл дортмундцев с мадридским «Реалом». Первый матч на своём поле «Боруссия» выиграла со счётом 4:1 — все 4 мяча, из которых один с пенальти, забил Роберт Левандовский. В ответном матче мадридскому клубу удалось отыграть лишь два мяча, и «Боруссия» вышла в финал, где снова в сезоне уступила «Баварии». 25 мая в Лондоне «Боруссия» в финальном матче проиграла со счётом 1:2. Победный гол забил Арьен Роббен. Гол в ворота «Баварии» с пенальти забил Илкай Гюндоган, который обычно не исполняет удары с точки, после того как счёт в матче открыл Марио Манджукич. В матче из-за травмы не принял участие ключевой игрок «Боруссии» Марио Гётце, за несколько дней до этого объявивший, что переходит в «Баварию» за 37 млн евро.
Дортмундцы смогли взять реванш у «Баварии» в Суперкубке Германии 2013 (4:2). Летом 2013 года клуб нашёл замену Гётце в донецком «Шахтёре» — Генрих Мхитарян обошёлся немецкому клубу в 27 млн евро. В клуб в межсезонье пришли также Сократис Папастатопулос (10 млн евро) и Пьер-Эмерик Обамеянг (13 млн евро), что позволило клубу и в новом сезоне бороться за чемпионство с всё той же «Баварией».
Первую половину сезона 2013/14 «Боруссия», несмотря на хороший старт, провалила, «Бавария» ушла в глубокий отрыв.
В Лиге чемпионов неожиданная травма Илкая Гюндогана стала серьёзным фактором провального начала, «Боруссия» проиграла «Наполи», но в гостях победила сильный на тот момент «Арсенал». Решающий матч проходил с «Олимпиком» из Марселя, победа выводила дортмундцев на первое место, другой результат — выбивал команду из турнира. Только на последних минутах Кевин Гросскройц вырвал у «Олимпика» победу. В 1/8 финала Лиги чемпионов «Боруссия» в гостевом матче победила 4:2 российский «Зенит», и даже поражение в ответном матче на своём поле со счётом 1:2 не помешало немецкой команде пройти в следующий раунд по сумме двух встреч. Соперником по четвертьфиналу снова стал мадридский «Реал». В первом матче, в гостях, «Боруссия» проиграла 0:3. В домашнем матче «Боруссия» выиграла 2:0 и покинула турнир. В чемпионате Германии чёрно-жёлтые в итоге заняли второе место, а в финале Кубка Германии «Боруссия» в упорной борьбе в дополнительное время уступила главному конкуренту — «Баварии» (0:2).
В сезоне 2014/15 у команды случился игровой кризис в чемпионате Германии — к началу февраля (после 19 игр) команда занимала последнее место в Бундеслиге, при этом вышла в плей-офф Лиги чемпионов, где в 1/8 финала уступила туринскому «Ювентусу», проиграв оба матча — 1:2 на выезде и 0:3 дома. 16 апреля на пресс-конференции Юрген Клопп заявил, что покинет «Боруссию» по окончании сезона, а на его место придёт Томас Тухель. По итогам сезона «Боруссия» заняла в чемпионате Германии 7 место и добралась до финала Кубка Германии, где уступила «Вольфсбургу» со счётом 1:3, ведя по ходу встречи. Тем самым «Боруссия» попала в третий квалификационный раунд Лиги Европы 2015/16.
Лучшим игроком сезона 2015/16, по мнению болельщиков, был признан Пьер-Эмерик Обамеянг.
Матч 5-го тура группы F Лиги чемпионов 2016/17 «Боруссия» — «Легия» (8:4), состоявшийся 22 ноября 2016 года, стал самым результативным в истории турнира (12 голов)
Начало сезона 2017/18 оказалось для Дортмунда провальным. Самые первые встречи были успешными, беспроигрышная серия длилась 7 матчей, «Боруссия» шла на первом месте. Но потом безвыигрышная серия длиной в 12 матчей и восьмое место в Бундеслиге привели к отставке главного тренера Петера Боша. На смену ему пришёл немецкий тренер Петер Штёгер. Несмотря на поражения в обоих дерби, он дал «Боруссии» второе дыхание, сумев по окончании сезона занять с командой четвёртое место в Бундеслиге, тем самым выведя чёрно-жёлтых в зону еврокубков.
В сезоне 2022/23 команда упустила шанс стать чемпионом Германии, так как потеряла очки в последнем туре в матче с «Майнцом», сыграв в ничью.
В сезоне 2023/24 «Боруссия» впервые за 11 лет вышла в финал Лиги чемпионов, где она проиграла мадридскому «Реалу» со счётом 0:2.

## Стадион

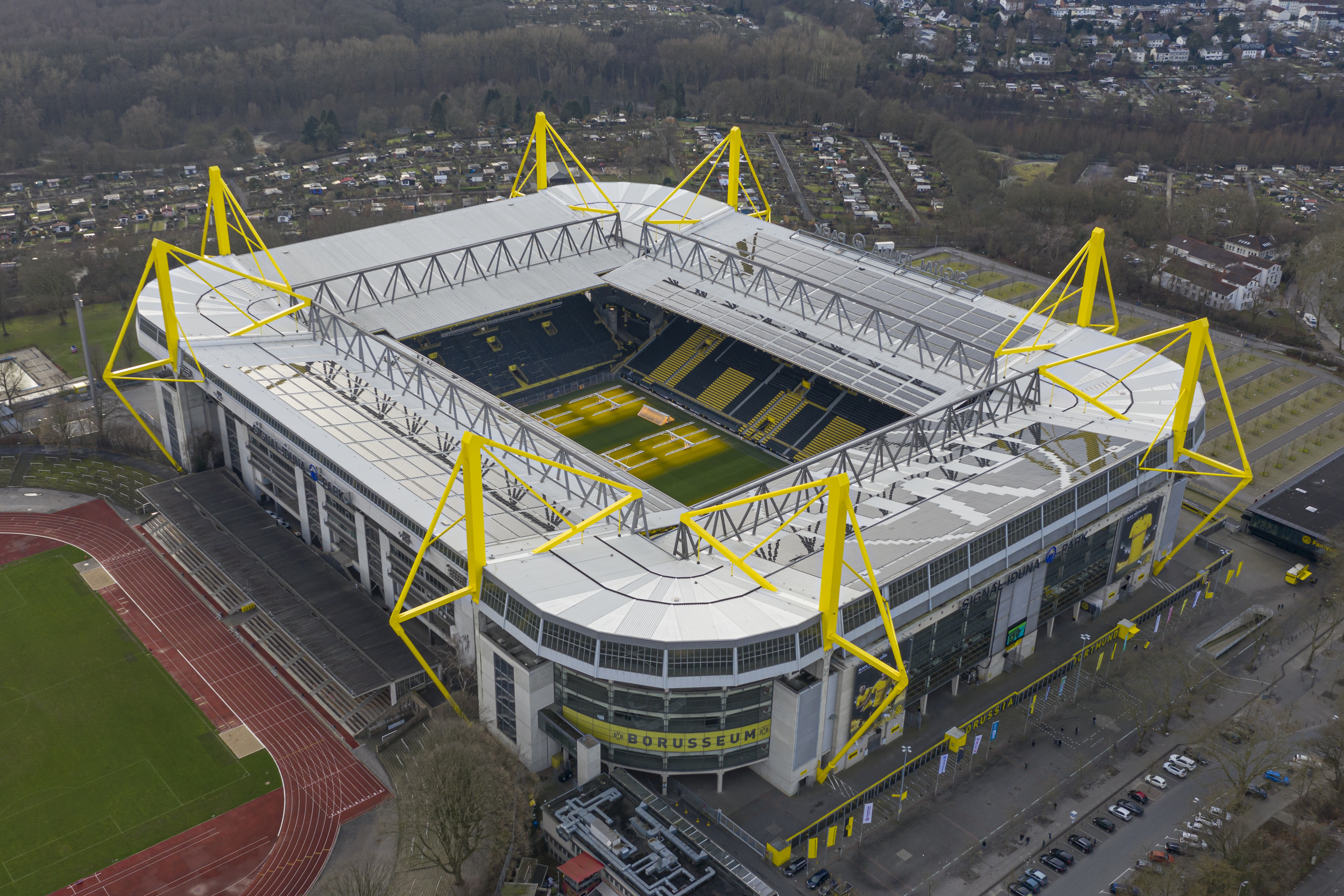
Домашний стадион «Боруссии»

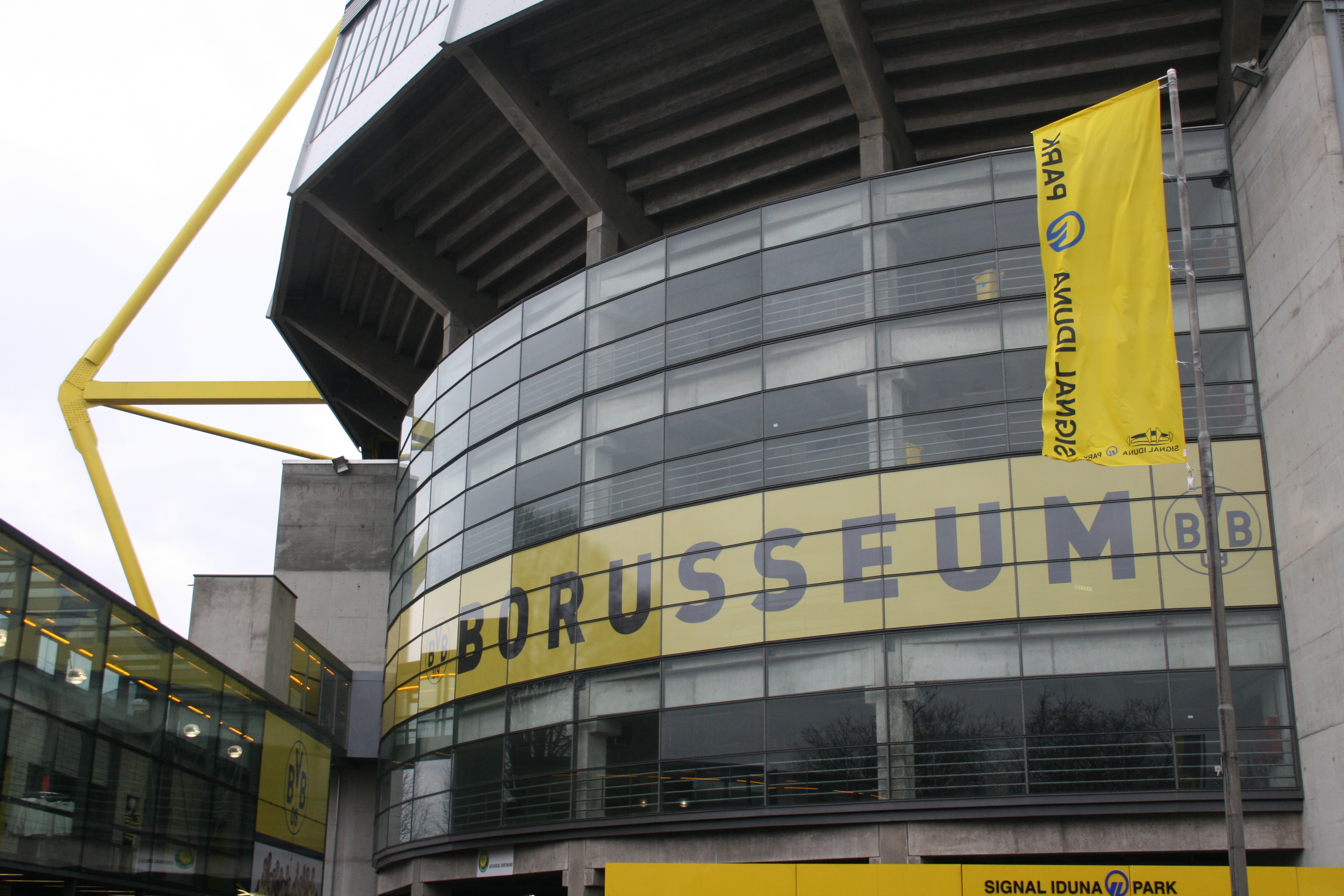
Клубный музей

Signal Iduna Park (до 1 декабря 2005 назывался Вестфа́льский стадио́н нем. Westfalenstadion) в Дортмунде — крупнейший футбольный стадион Германии, вмещающий 81359 человек по классификации ФИФА — пятизвёздочный стадион.
Стадион был построен в 1971—1974 годах для чемпионата мира по футболу и вмещал 54 тыс. зрителей. Первой игрой на стадионе был товарищеский матч между «Боруссией» и «Шальке 04» (0:3). До начала 1990-х годов стадион оставался практически в неизменном виде. В 1992 году стоячие места на северной трибуне были заменены сидячими, в результате чего вместительность стадиона снизилась до 42 800 человек. Между 1995 и 1998 годами все трибуны были поочерёдно увеличены, в результате чего вместимость стадиона достигла 80 720 зрителей. В сезоне 2011/12 средняя посещаемость составила 80 720 человек, Signal Iduna Park стал самым посещаемым стадионом Европы.

## Болельщики

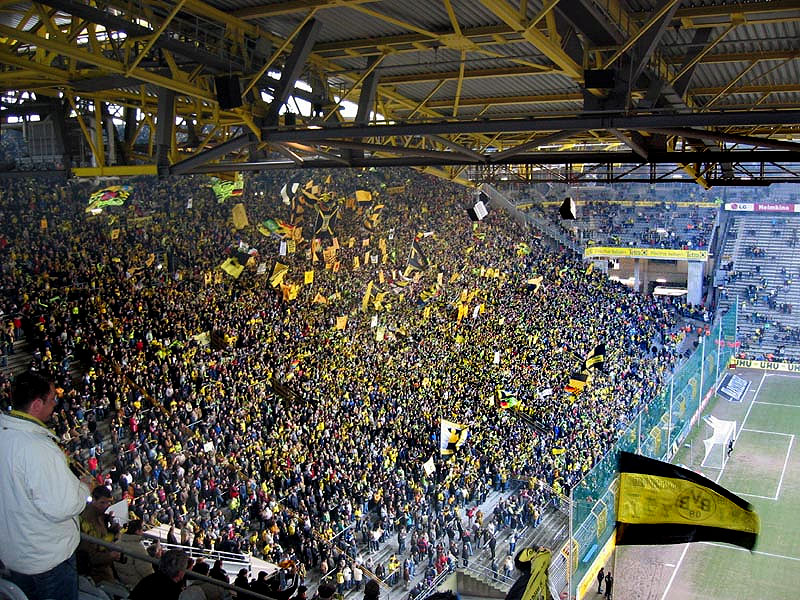
Болельщики «Боруссии»

Фанаты BVB считаются самыми креативными и наиболее сильно поддерживающими свой клуб в Германии. Также стадион «Боруссии» является одним из самых посещаемых в Европе: дважды, в сезонах 2003/04 и 2004/05, стадион в Вестфалии являлся самым посещаемым на континенте. А в сезоне 2003/04 был зафиксирован абсолютный рекорд — за год домашние игры посетило примерно 1.35 миллиона человек. Также дортмундский клуб ежегодно продаёт около 45000 сезонных абонементов, а в сезоне 2007/08 было продано 50549 абонементов, что является рекордом Бундеслиги. В 2009 году, в год своего 100-летнего юбилея, клубом был поставлен рекорд столетия — 50675 сезонных абонементов, что перекрыло прежний рекорд. Около 25000 человек являются членами более чем 650 официальных фан-клубов по всему миру. За «Боруссию» болеют не только в самом Дортмунде, но и в близлежащих поселениях, во многих странах мира и Европы.

### Рурское дерби
Самые заклятые враги болельщиков «Боруссии» — клуб из Гельзенкирхена «Шальке 04». Одна из причин этого противостояния — географическая близость этих городов.
Первое дерби состоялось 3 мая 1927 года. В том матче победу со счётом 4:2 одержали более сильные на тот момент гельзенкирхенцы. До 1943 чёрно-жёлтым ни разу не удавалось обыграть своих соседей. Первая победа в дерби датирована 14 октября 1943 года. Самое крупное поражении в дерби — 20 октября 1940 0:10.
1950-е годы прошли под преимуществом дортмундцев. В дерби 1966 года «Шальке 04» был обыгран со счётом 7:0.
После победы со счётом 2:1 11 ноября 1967 года и по сезон 1977/78 дортмундской «Боруссии» ни разу не удалось переиграть «Шальке 04» в дерби. 5 ноября 1977 года на стадионе «Вестфаленштадион» в присутствии 54.000 зрителей дортмундцы одержали победу в 2:1. Все последующие годы проходили с попеременным успехом.
Самым ярким дерби последних лет является дерби первого круга сезона 2017/18 — «Боруссия» повела 4:0 к 25 минуте, удерживала этот счёт до 61 минуты, но непостижимым образом упустила победу, пропустив решающий четвёртый гол уже в компенсированное время.

### Немецкое классико
Дер-Класикер (нем. Der Klassiker) — футбольные матчи между мюнхенской «Баварией» и дортмундской «Боруссией».
С момента основания Бундеслиги, эти два клуба являются одними из наиболее успешных в Германии.

## Текущий состав
| 1  | Флаг Швейцарии | Вр  | Грегор Кобель    | 1997 |  |  |  |  |  |
| 30 | Флаг Германии  | Вр  | Патрик Древес    | 1993 |  |  |  |  |  |
| 31 | Флаг Германии  | Вр  | Силас Остшински  | 2003 |  |  |  |  |  |
| 33 | Флаг Германии  | Вр  | Александр Майер  | 1991 |  |  |  |  |  |
|    |                |     |                  |      |  |  |  |  |  |
| 2  | Флаг Бразилии  | Защ | Иан Коуту        | 2002 |  |  |  |  |  |
| 3  | Флаг Германии  | Защ | Вальдемар Антон  | 1996 |  |  |  |  |  |
| 4  | Флаг Германии  | Защ | Нико Шлоттербек  | 1999 |  |  |  |  |  |
| 5  | Флаг Алжира    | Защ | Рами Бенсебайни  | 1995 |  |  |  |  |  |
| 24 | Флаг Швеции    | Защ | Даниэль Свенссон | 2002 |  |  |  |  |  |
| 25 | Флаг Германии  | Защ | Никлас Зюле      | 1995 |  |  |  |  |  |
| 26 | Флаг Норвегии  | Защ | Юлиан Рюэрсон    | 1997 |  |  |  |  |  |
| 39 | Флаг Италии    | Защ | Филиппо Мане     | 2005 |  |  |  |  |  |
| 42 | Флаг Германии  | Защ | Альмугера Кабар  | 2006 |  |  |  |  |  |
|    |                |     |                  |      |  |  |  |  |  |

| 6  | Флаг Турции   | ПЗ  | Салих Озджан      | 1998 |  |  |  |  |  |
| 7  | Флаг Англии   | ПЗ  | Джоуб Беллингем   | 2005 |  |  |  |  |  |
| 8  | Флаг Германии | ПЗ  | Феликс Нмеча      | 2000 |  |  |  |  |  |
| 10 | Флаг Германии | ПЗ  | Юлиан Брандт      | 1996 |  |  |  |  |  |
| 13 | Флаг Германии | ПЗ  | Паскаль Грос      | 1991 |  |  |  |  |  |
| 20 | Флаг Австрии  | ПЗ  | Марсель Забитцер  | 1994 |  |  |  |  |  |
| 21 | Флаг США      | ПЗ  | Джованни Рейна    | 2002 |  |  |  |  |  |
| 23 | Флаг Германии | ПЗ  | Эмре Джан         | 1994 |  |  |  |  |  |
|    |               |     |                   |      |  |  |  |  |  |
| 9  | Флаг Гвинеи   | Нап | Серу Гирасси      | 1996 |  |  |  |  |  |
| 14 | Флаг Германии | Нап | Максимилиан Байер | 2002 |  |  |  |  |  |
| 16 | Флаг Бельгии  | Нап | Жюльен Дюранвиль  | 2006 |  |  |  |  |  |
| 27 | Флаг Германии | Нап | Карим Адейеми     | 2002 |  |  |  |  |  |
| 37 | Флаг США      | Нап | Коул Кэмпбелл     | 2006 |  |  |  |  |  |

### Игроки в аренде
| \| № \| \| Поз. \| Имя \| Год рождения \| \| -- \| \| ---- \| --------------------------------------------- \| ------------ \| \| \| \| Вр \| Диант Рамай (в «Хайденхайме» до 30 июня 2026) \| 2001 \| \| 38 \| \| ПЗ \| Кьелль Ветьен (в «Бохуме» до 30 июня 2026) \| 2006 \| |               |      |                                               |              |
| № |               | Поз. | Имя                                           | Год рождения |
| | Флаг Германии | Вр   | Диант Рамай (в «Хайденхайме» до 30 июня 2026) | 2001         |
| 38 | Флаг Германии | ПЗ   | Кьелль Ветьен (в «Бохуме» до 30 июня 2026)    | 2006         |

## Результаты по годам
| Сезон   | Дивизион   | Место                         | Кубок        |
| ------- | ---------- | ----------------------------- | ------------ |
| 1963/64 | Бундеслига | 4                             |              |
| 1964/65 | Бундеслига | 3                             |              |
| 1965/66 | Бундеслига | 2                             |              |
| 1966/67 | Бундеслига | 3                             |              |
| 1967/68 | Бундеслига | 14                            |              |
| 1968/69 | Бундеслига | 16                            |              |
| 1969/70 | Бундеслига | 5                             |              |
| 1970/71 | Бундеслига | 13                            |              |
| 1971/72 | Бундеслига | 17                            |              |
| 1972/73 | Регионлига | 4                             |              |
| 1973/74 | Регионлига | 6                             |              |
| 1974/75 | Регионлига | 6                             |              |
| 1975/76 | Регионлига | 2                             |              |
| 1976/77 | Бундеслига | 8                             |              |
| 1976/77 | Бундеслига | 8                             |              |
| 1977/78 | Бундеслига | 11                            |              |
| 1978/79 | Бундеслига | 12                            |              |
| 1979/80 | Бундеслига | 6                             |              |
| 1980/81 | Бундеслига | 7                             |              |
| 1981/82 | Бундеслига | 6                             |              |
| 1982/83 | Бундеслига | 7                             |              |
| 1983/84 | Бундеслига | 13                            |              |
| 1984/85 | Бундеслига | 15                            |              |
| 1985/86 | Бундеслига | 16                            |              |
| 1986/87 | Бундеслига | 4                             |              |
| 1987/88 | Бундеслига | 13                            |              |
| 1988/89 | Бундеслига | 7                             |              |
| 1989/90 | Бундеслига | 4                             |              |
| 1990/91 | Бундеслига | 10                            |              |
| 1991/92 | Бундеслига | 2                             | Третий раунд |
| 1992/93 | Бундеслига | 4                             | 1/8 финала   |
| 1993/94 | Бундеслига | 4                             | Второй раунд |
| 1994/95 | Бундеслига | Чемпионат Германии по футболу | Второй раунд |
| 1995/96 | Бундеслига | Чемпионат Германии по футболу | 1/4 финала   |
| 1996/97 | Бундеслига | 3                             | Первый раунд |
| 1997/98 | Бундеслига | 10                            | 1/8 финала   |
| 1998/99 | Бундеслига | 4                             | 1/8 финала   |
| 1999/00 | Бундеслига | 11                            | Третий раунд |
| 2000/01 | Бундеслига | 3                             | 1/8 финала   |
| 2001/02 | Бундеслига | Чемпионат Германии по футболу | Первый раунд |
| 2002/03 | Бундеслига | 3                             | Второй раунд |
| 2003/04 | Бундеслига | 6                             | Второй раунд |
| 2004/05 | Бундеслига | 7                             | 1/8 финала   |
| 2005/06 | Бундеслига | 7                             | Первый раунд |
| 2006/07 | Бундеслига | 9                             | Второй раунд |
| 2007/08 | Бундеслига | 13                            | Финалист     |
| 2008/09 | Бундеслига | 6                             | Третий раунд |
| 2009/10 | Бундеслига | 5                             | Третий раунд |
| 2010/11 | Бундеслига | Чемпионат Германии по футболу | Второй раунд |
| 2011/12 | Бундеслига | Чемпионат Германии по футболу |              |
| 2012/13 | Бундеслига | 2                             | 1/4 финала   |
| 2013/14 | Бундеслига | 2                             | Финалист     |
| 2014/15 | Бундеслига | 7                             | Финалист     |
| 2015/16 | Бундеслига | 2                             | Финалист     |
| 2016/17 | Бундеслига | 3                             | Победитель   |
| 2017/18 | Бундеслига | 4                             | 1/8 финала   |
| 2018/19 | Бундеслига | 2                             | 1/8 финала   |
| 2019/20 | Бундеслига | 2                             | 1/8 финала   |
| 2020/21 | Бундеслига | 3                             | Победитель   |
| 2021/22 | Бундеслига | 2                             | 1/8 финала   |
| 2022/23 | Бундеслига | 2                             | 1/4 финала   |
| 2023/24 | Бундеслига | 5                             | 1/8 финала   |

## Достижения

### Национальные
- Чемпионат Германии
  - Чемпион (8): 1956, 1957, 1962/63, 1994/95, 1995/96, 2001/02, 2010/11, 2011/12
  - Вице-чемпион (11): 1949, 1961, 1965/66, 1991/92, 2012/13, 2013/14, 2015/16, 2018/19, 2019/20, 2021/22, 2022/23
- Кубок Германии
  - Обладатель (5): 1964/65, 1988/89, 2011/12, 2016/17, 2020/21
  - Финалист (5): 1962/63, 2007/08, 2013/14, 2014/15, 2015/16
- Кубок немецкой лиги
  - Финалист: 2003
- Суперкубок Германии
  - Обладатель (6): 1989, 1995, 1996, 2013, 2014, 2019

### Международные
- Лига чемпионов УЕФА
  - Победитель: 1997
  - Финалист (2): 2013, 2024
- Кубок обладателей кубков УЕФА
  - Обладатель: 1966
- Кубок УЕФА
  - Финалист: 1993, 2002
- Межконтинентальный кубок
  - Обладатель: 1997
- Кубок часов
  - Финалист: 2008

## Рекорды

### Рекордсмены по количеству игр
|    | Игрок              | Период               | Матчи |
| -- | ------------------ | -------------------- | ----- |
| 1  | Михаэль Цорк       | 1981—1998            | 572   |
| 2  | Матс Хуммельс      | 2008—2016, 2019—2024 | 508   |
| 3  | Роман Вайденфеллер | 2002—2018            | 453   |
| 4  | Марко Ройс         | 2012—2024            | 429   |
| 5  | Штефан Ройтер      | 1992—2004            | 421   |
| 6  | Ларс Риккен        | 1993—2008            | 407   |
| 7  | Деде               | 1998—2011            | 398   |
| 8  | Дитер Куррат       | 1960—1974            | 382   |
| 8  | Лукаш Пищек        | 2010—2021            | 382   |
| 10 | Лотар Хубер        | 1974—1987            | 372   |

### Рекордсмены по количеству голов
|    | Игрок                | Период               | Голы |
| -- | -------------------- | -------------------- | ---- |
| 1  | Альфред Прайслер     | 1945—1950, 1952—1959 | 177  |
| 2  | Марко Ройс           | 2012—2024            | 170  |
| 3  | Михаэль Цорк         | 1981—1998            | 159  |
| 4  | Манфред Бургсмюллер  | 1976—1983            | 158  |
| 5  | Тимо Коницка         | 1958—1965            | 155  |
| 6  | Лотар Эммерих        | 1960—1969            | 148  |
| 7  | Юрген Шюц            | 1959—1963, 1969—1972 | 143  |
| 8  | Пьер-Эмерик Обамеянг | 2013—2018            | 141  |
| 9  | Альфред Нипикло      | 1951—1960            | 125  |
| 10 | Альфред Кельбасса    | 1954—1963            | 124  |

## Финансы

### Общее финансовое положение
Профессиональный футбол в Дортмунде находится в ведении организации Боруссия Дортмунд GmbH & Ко KGaA. Эта модель корпорация имеет два типа участников аукциона: по крайней мере один из партнёров с неограниченной ответственностью и по крайней мере один из партнёров с ограниченной ответственностью, инвестиции которого делятся на акции. Организация Боруссия Дортмунд GmbH является партнёром с неограниченной ответственностью и отвечает за управление и представительство Боруссия Дортмунд GmbH & Ко KGaA. Боруссия Дортмунд GmbH полностью принадлежит спортивный клуб Боруссия Дортмунд e. V. (e. V. является сокращением от Eingetragener Verein, что означает «Зарегистрированный клуб»). Такая организационная структура была разработана для того, чтобы спортивный клуб имел полный контроль над профессиональной командой.
Акции Боруссия Дортмунд GmbH & Ко KGaA были выведены на фондовый рынок в октябре 2000 года и вошли в общий стандарт Deutsche Börse AG. Боруссия Дортмунд GmbH & Ко KGaA стал первым и пока единственным публично торгуемым спортивнымй клубом на немецком фондовом рынке. 7,24 % от Боруссия Дортмунд GmbH & Ко KGaA принадлежит спортивному клубу Боруссия Дортмунд e. V., 11,71 % у Bernd Geske и 81,05 % являются широко распространённым пакетом акций.
С сентября 2012 года по август 2013 года клуб получил доход в размере 305, 1 млн. € (407,6 млн. долл. США). По данным ежегодного футбольного издания Money League Делойта 2014, в 2013 году Боруссия заняла 11 место в списке самых богатых клубов в мире с бюджетом 256,2 млн евро (из них 43 % — 109 млн евро — торговые операции, 34 % — 87,6 миллионов — продажа прав на трансляции матчей, 23 % — 59,6 млн евро — продажа билетов).

### Спонсорство
Основные партнёры: Evonik Industries, страховая компания Signal Iduna, основным поставщиком спортивного клуба является Puma SE. Кроме того, есть три разных уровня партнёров; BVBChampionPartner включают среди прочих Opel, Turkish Airlines, Brinkhoff годов, Wilo, Hankook и Huawei; BVBPartner включают среди прочих EA Sports, Coca-Cola Zero, MAN, Norton, Rowe и Рурской Nachrichten; и BVBProduktPartner включают среди прочих Westfalenhallen, Sennheiser, Dorma, Ramada и Макдональдс.
Спонсор на футболке и производители формы:
| Период     | Производитель комплекта формы | Спонсор на футболке |
| ---------- | ----------------------------- | ------------------- |
| 1974—1976  | Adidas                        | Дортмунд            |
| 1976—1978  | Adidas                        | Samson              |
| 1978—1980  | Adidas                        | Prestolith          |
| 1980—1983  | Adidas                        | UHU                 |
| 1983—1986  | Adidas                        | Artic (Мороженое)   |
| 1986—1990  | Adidas                        | Die Continentale    |
| 1990—1997  | Nike                          | Die Continentale    |
| 1997—2000  | Nike                          | s.Oliver            |
| 2000—2004  | Goool.de                      | E.ON                |
| 2004—2005  | Nike                          | E.ON                |
| 2005—2009  | Nike                          | Evonik              |
| 2009—2012  | Kappa                         | Evonik              |
| 2012—н. в. | Puma                          | Evonik              |

## Организация

### Президенты
- с 2022 — Райнхольд Лунов
- 2004—2022 — Райнхард Раубаль
- 1986—2004 — Герд Нибаум
- 1984—1986 — Райнхард Раубаль
- 1983—1984 — Франк Роринг
- 1982—1983 — Юрген Фогт
- 1979—1982 — Райнхард Раубаль
- 1974—1979 — Хайнц Гюнтер
- 1968—1974 — Вальтер Климт
- 1965—1968 — Вилли Штеегманн
- 1964—1965 — Курт Шёнхерр
- 1952—1964 — Вернер Вильмс
- 1946—1952 — Руди Люкерт
- 1945—1946 — Вилли Бицек
- 1934—1945 — Август Буссе
- 1933—1934 — Эгон Пентруп
- 1928—1933 — Август Буссе
- 1923—1928 — Хайнц Швабен
- 1910—1923 — Франц Якоби
- 1909—1910 — Генрих Унгер

### Основные партнёры клуба
- PUMA — технический спонсор.
- 1&1 Ionos — титульный спонсор.
- Evonik Industries — титульный спонсор.
- Signal Iduna — партнёр.
- Opel — партнёр.
- Brinkhoff’s — партнёр.
- Sparda-Bank — партнёр.
- SPREHE — партнёр.
- SEAT — партнёр.
- ROWE — партнёр.
- Bohle — партнёр.
- MAN — партнёр.
- Ruhr Nachrichten — партнёр.
- The Phone House Telecom — партнёр.
- WILO AG — партнёр.
- McDonald’s — партнёр.
- Jack Wolfskin — партнёр.
- Hankook Tire — партнёр.
- Zott — партнёр.
- Knauf — партнёр.
- Ice watch — партнёр.
- OBO Bettermann — партнёр.

## Форма

### Домашняя
| 2000/01 | 2001/02 | 2002/03 | 2003/04 | 2004/05 | 2005/06 | 2006/07 | 2007/08 | 2008/09 | 2009/10 | 2010/11 |
| 2011/12 | 2012/13 | 2013/14 | 2014/15 | 2015/16 | 2016/17 | 2017/18 | 2018/19 | 2019/20 | 2020/21 | 2021/22 |
| 2022/23 | 2023/24 | 2024/25 |         |         |         |         |         |         |         |         |

### Гостевая
| 2000/01 | 2001/02 | 2002/03 | 2003/04 | 2004/05 | 2005—2007 | 2007/08 | 2008/09 | 2009/10 | 2010/11 | 2011/12 |
| 2012/13 | 2013/14 | 2014/15 | 2016/17 | 2017/18 | 2018/19   | 2019/20 | 2020/21 | 2021/22 | 2022/23 | 2023/24 |
| 2024/25 |         |         |         |         |           |         |         |         |         |         |

### Резервная
| 2002/03   | 2004—2006 | 2006/07 | 2007/08 | 2008/09 | 2009/10 | 2011/12 | 2012/13 | 2013/14 | 2015/16 | 2017/18 |  |
| 2018—2020 | 2020/21   | 2024/25 |         |         |         |         |         |         |         |         |  |

#### Кубковые/Еврокубковые комплекты
| 2001—2003 · домашний | 2001—2003 · гостевой | 2003/04 | 2007/08 | 2008/09 | 2011/12 | 2012/13 | 2013/14 | 2014/15 | 2015/16 | 2016/17 |
| 2017/18              | 2018/19              | 2019/20 | 2020/21 | 2021/22 | 2022/23 | 2023/24 | 2024/25 |         |         |         |

#### Остальные
| 2006/07 | 2008/09 | 2010/11 | 2011/12 | 2012/13 | 2013/14 | 2019/20 | 2020/21 | 2023/24 | 2024/25 |

Источники:,,
1. 1 2 3  Домашняя форма сезона 2000/01 использовалась в качестве гостевой формы в сезонах 2001/02 и 2002/03.

## Личные достижения игроков и тренеров «Боруссии»

### Обладатели «Золотого мяча»
Следующие футболисты получили «Золотой мяч», выступая за «Боруссию»:
- Маттиас Заммер — 1996

### Футболисты года в Бундеслиге
Следующие игроки были признаны футболистами года в Германии, выступая за «Боруссию»:
- Ханс Тильковский — 1965
- Маттиас Заммер — 1995, 1996
- Юрген Колер — 1997
- Марко Ройс — 2019

### Лучшие бомбардиры Бундеслиги
Следующие футболисты становились лучшими бомбардирами чемпионата Германии, выступая за «Боруссию»:
- Лотар Эммерих — 1965/66, 1966/67
- Марсио Аморозо — 2001/02
- Роберт Левандовский — 2013/14
- Пьер-Эмерик Обамеянг — 2016/17

### Футбольный тренер года в Германии
Следующие тренеры были признаны футбольными тренерами года в Германии, выступая за «Боруссию»:
- Юрген Клопп — 2011, 2012
- Томас Тухель — 2015, 2016